# Live in Rio (album Queen)
Live In Rio – wideokaseta zespołu Queen z 1985 roku. Stanowi godzinny zapis koncertu zespołu w Rio de Janeiro w Brazylii 12 stycznia 1985 roku. Był to występ przed największą w dziejach świata publicznością – 250 000 osób. Koncert miał otworzyć 10-dniowy festiwal Rock in Rio. Był to pierwszy występ Queen w Ameryce Południowej od 1981 roku.
Ukazał się na kasetach VHS, płytach winylowych oraz CD.

## Lista utworów
1. „Tie Your Mother Down”
2. „Seven Seas of Rhye”
3. „Keep Yourself Alive”
4. „Liar”
5. „It’s a Hard Life”
6. „Now I’m Here”
7. „Is This the World We Created...?”
8. „Love of My Life”
9. „Brighton Rock”
10. „Hammer to Fall”
11. „Bohemian Rhapsody”
12. „Radio Ga Ga”
13. „I Want to Break Free”
14. „We Will Rock You”
15. „We Are the Champions”
16. „God Save the Queen”